# Becherovka

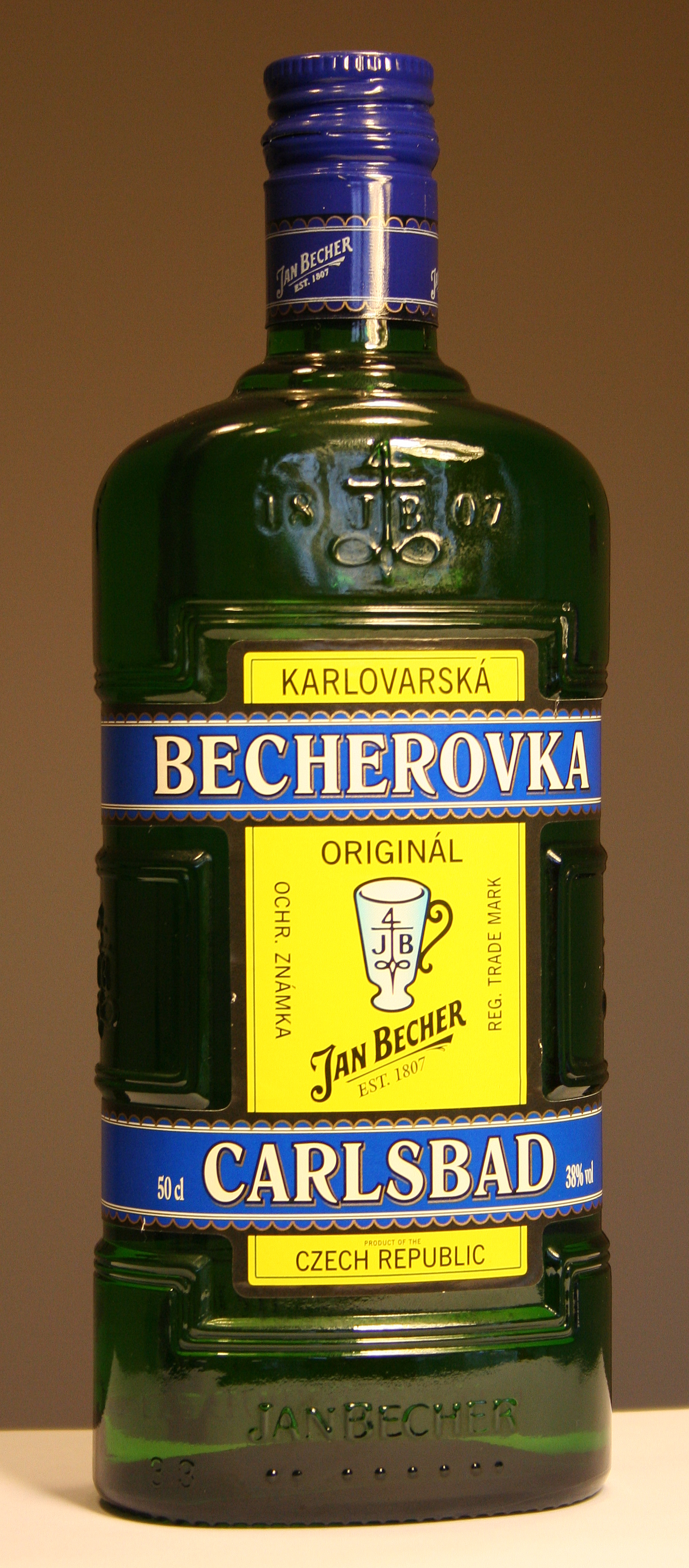
Becherovka

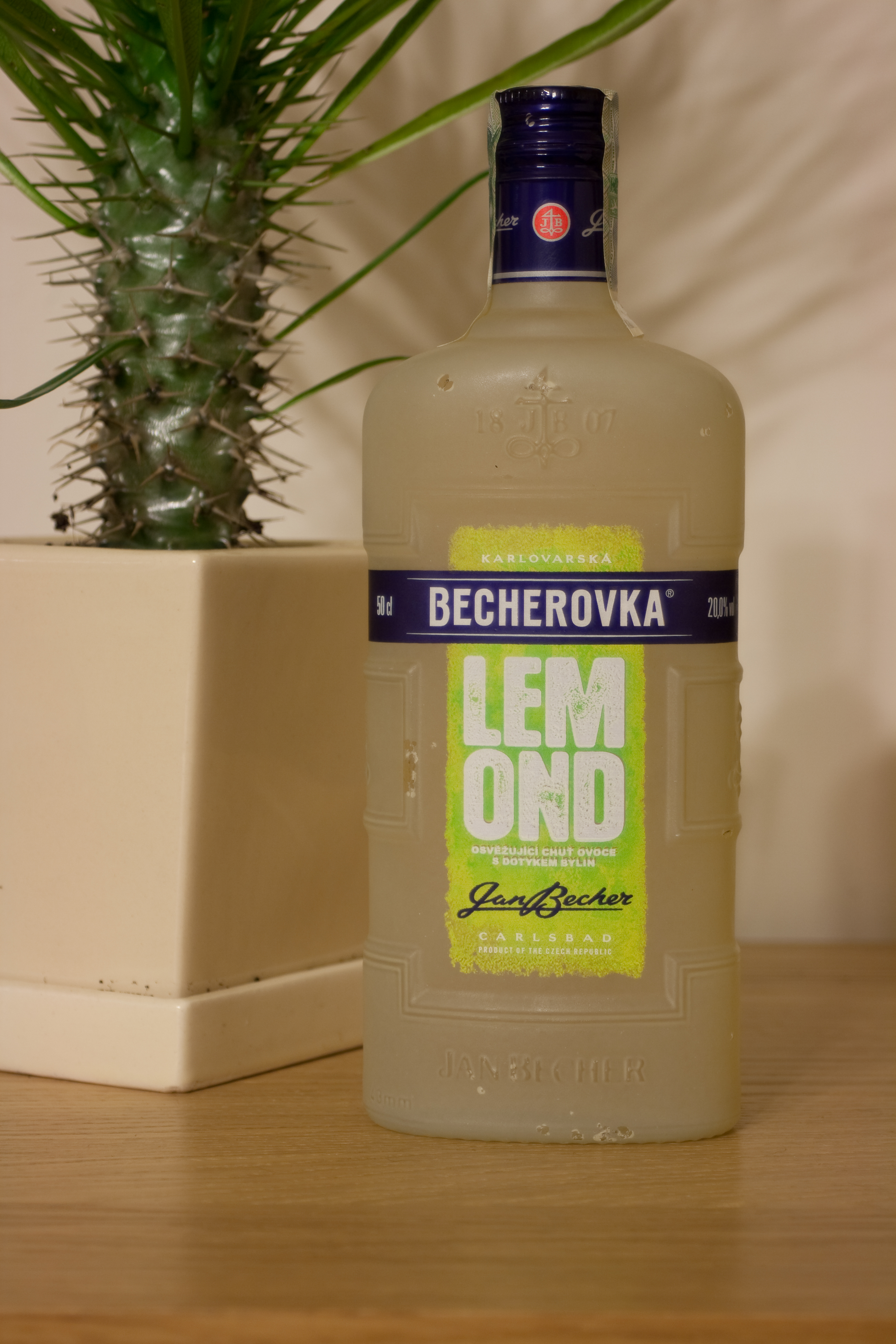
Becherovka Lemond

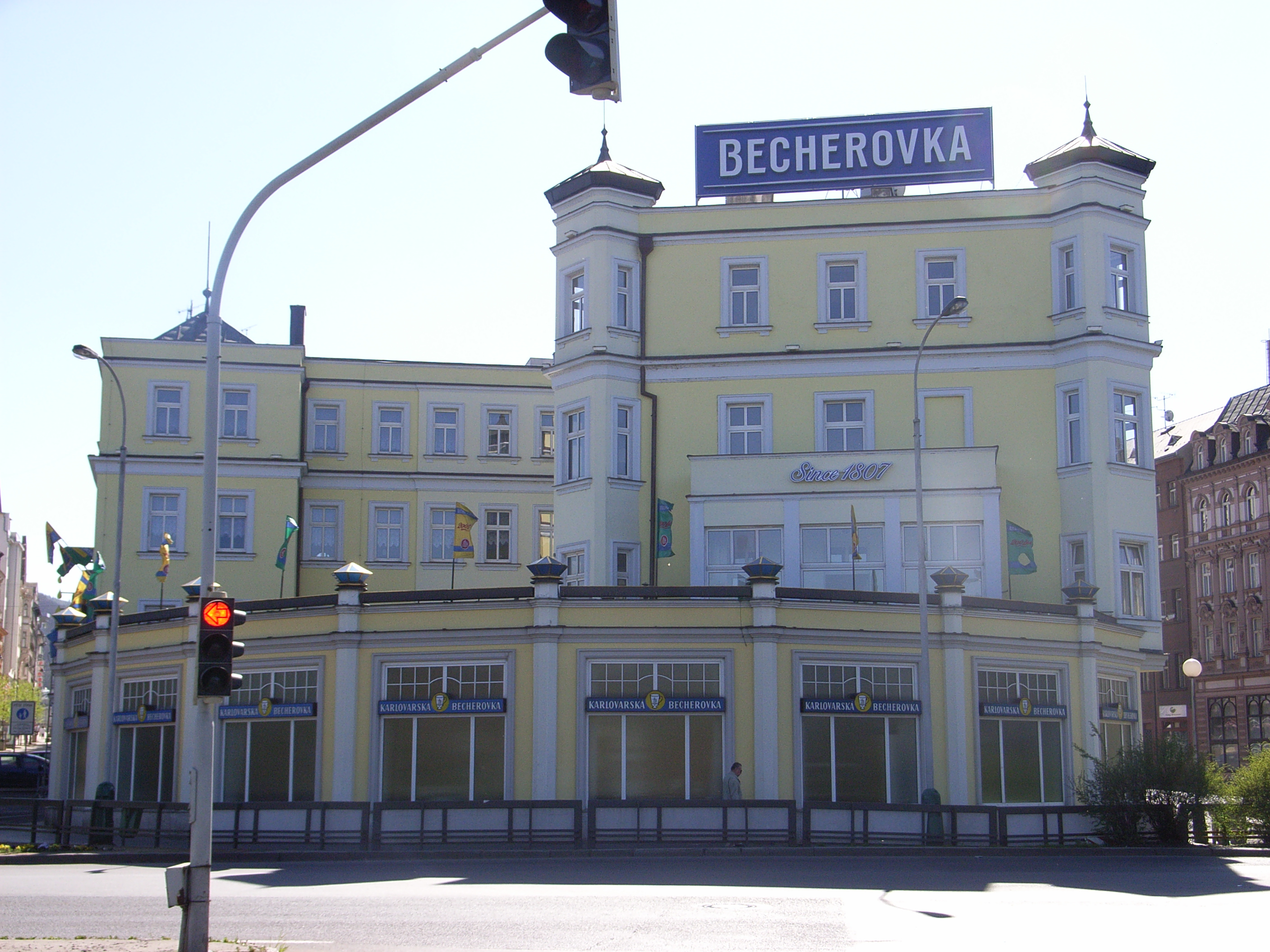
Siedziba główna w Karlovych Varach

Becherovka – ziołowy likier z Czech. Zawiera wodę, wysokojakościowy alkohol, naturalny cukier i specyficzną gorzką mieszankę około 32 ziół i przypraw. Została wprowadzona do sprzedaży w 1807. Nazywana jest 13. źródłem karlowarskiego uzdrowiska. Właścicielem marki do końca II wojny światowej była rodzina Becher, a od 2023 jest nim koncern Maspex.
Zawiera około 38% alkoholu. Becherovkę pije się schłodzoną, zazwyczaj samą, ale można ją także dodawać do różnych drinków.
Od 2014 roku w sklepach można także nabyć Becherovka Lemond, odmianę o wyraźnie cytrynowym aromacie, zawierającą 20% alkoholu oraz gorzkawą w smaku Becherovkę Bitter.

## Produkcja i receptura
W dzisiejszych czasach w firmie z Karlowych Warów tylko dwoje pracowników zna wszystkie tajemnice wyrobu Becherovki. Tylko ta dwójka ludzi może wejść do pomieszczenia zwanego Drogikamr (nazwa używana już była za czasów Bechera) i raz w tygodniu przygotować mieszankę wielu rodzajów ziół i przypraw. Około trzy czwarte ziół i przypraw pochodzi z zagranicy, niektóre rodzaje rosną też w okolicach Karlowych Warów.
Gotowa mieszanka jest przesypywana do worków wykonanych z naturalnych materiałów i na jeden tydzień zanurzana w alkoholu, żeby dokładnie przesiąkła. Podczas tego procesu temperatura w kadziach waha się pomiędzy 20 °C a 50 °C tak, aby każdy z ziołowych olejków się uwolnił. Powstały ekstrakt miesza się z wodą i cukrem, a następnie wypełnia się nim dębowe beczki. Aby zapewnić jak największy kontakt między beczką a jej zawartością, stosuje się specjalne, ręcznie wykonywane beczki o charakterystycznym owalnym kształcie. Dąb, z którego wykonane są beczki, jest jednym z warunków sukcesu, gdyż nadaje Becherovce specyficzną barwę. Alkohol spędza w beczkach około dwóch miesięcy, potem ich zawartość zlewa się do jednego naczynia i miesza ze sobą. Dopiero wówczas napełnia się nią butelki.

## Historia
W roku 1794 Josef Becher, lekarz z Karlowych Warów zakupił destylarnie, a w 1807, zaczął sprzedawać ziołowy likier według własnej receptury. W roku 1841 jego syn Johann rozpoczął produkcję masową tego trunku. Aż do roku 1945 firma była własnością rodziny. Po II wojnie światowej przedsiębiorstwo zostało znacjonalizowane. W kolejnych latach zostało sprywatyzowane i znalazło się w rękach spółki Pernod Ricard. W grudniu 2023 marka została nabyta przez polską firmę Maspex.

## Koktajle alkoholowe z Becherovką
Jednym z drinków jest tzw. Beton, zawierający jako główne składniki Becherovkę i tonik. Często Becherovka mieszana jest też z colą lub z sokiem pomarańczowym.

## Znani konsumenci
Najbardziej znanym fanem karlovovarskiego alkoholu jest były czeski prezydent Miloš Zeman. Swego czasu powiedział o Becherovce: „Becherovka to przyjemna rozkosz, tak o dziesiątej rano, jak i późno wieczorem”.